# رزوود، اوهایو

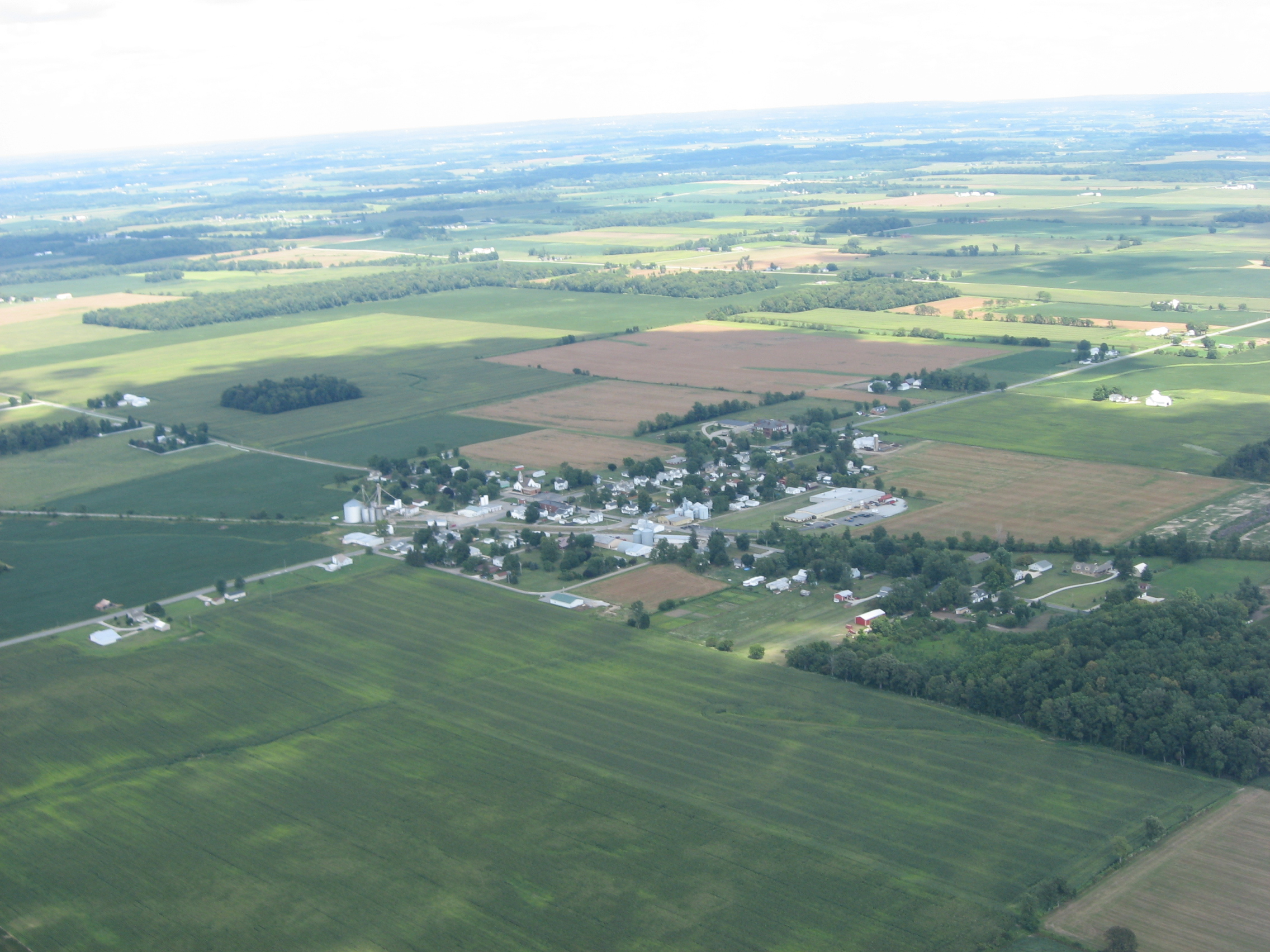
Rosewood and surrounding countryside

رزوود، اوهایو (انگلیسی: Rosewood, Ohio) یک جامعه ثبت نشه به لحاظ قانونی است و محل برگزاری سرشماری (CDP) در شمال غربی شهرهای آدامز، شامپاین، اوهایو، ایالات متحده است. طبق سرشماری سال ۲۰۱۰ جمعیت آن ۲۵۷ نفر بود. اگر چه ثبت قانونی نشده، اما دارای اداره پست با کد پستی ۴۳۰۷۰ است. این مکان در تقاطع بزرگراه اتوبان۲۹ ایالتی و بزرگراه شرقی-غربی واقع شده‌است.